# 共青镇 (科米共和国)
共青镇（羅馬化：Komsomolʹskiy）是俄罗斯科米共和国的市级镇，属沃尔库塔市。
该地1949年成为市级镇。2021年有人口549人；2010年人口1,047；2002年人口4,046；1989年人口14,805。